# Labeobarbus ruandae
Labeobarbus ruandae é uma espécie de peixe actinopterígeo da família Cyprinidae.
Apenas pode ser encontrada no Ruanda.
Os seus habitats naturais são: rios.
Está ameaçada por perda de habitat.